# Yannick Guillou
Pour les articles homonymes, voir Guillou.
Yannick Guillou est un éditeur et collectionneur français né à Caen en 1937.

## Biographie
Sa carrière professionnelle a été consacrée à l'édition, d'abord chez Denoël, puis chez Gallimard, maison dans laquelle il a dirigé quelques prestigieuses collections, notamment Du monde entier. Il a été, entre autres, l'éditeur de Cioran, de Kundera, de Yourcenar – dont il reste à ce jour le co-exécuteur littéraire.
Grand amateur de musique (notamment de musique française des XVIIe et XVIIIe siècles), il a aménagé dans sa retraite du château de Bény-sur-Mer dans le Calvados l'une des plus importantes collections françaises de clavecins anciens. En mécène, il invite régulièrement des musiciens contemporains à jouer sur ces instruments et à enregistrer chez lui leurs prestations.

## Distinctions
Officier de l'ordre des Arts et des Lettres. Il a été promu officier dans l'Ordre des Arts et des Lettres en juillet 2009, en tant que collectionneur.